# جامعة سومر
جامعة سومر هي جامعة عراقية حكومية حديثة أنشأت عام 2014 قرب قضاء الرفاعي ضمن محافظة ذي قار، ورئيسها هو عادل الزركاني تحوي على خمس كليات تعتبر الجامعة عضو في اتحاد الجامعات العربية.

## الموقع الجغرافي
تقع جامعة سومر في مدينة الرفاعي في محافظة ذي قار، وتعرف هذه المدينة بعراقة حضارتها، وتبعد عن العاصمة بغداد مسافة 290 كم جنوبا.

## كليات الجامعة

### كلية الإدارة والأقتصاد
تأسست كلية الإدارة والاقتصاد في عام 2008 وتعد البذرة لأنشاء جامعة سومر يذكر انها كانت تابعة لجامعة ذي قار. أسست كلية التربية الأساسية في مدينة الرفاعي شمال محافظة ذي قار في عام 2011، ويتميز هذا الموقع بأنه يخدم سكان رقعة جغرافية لا تقتصر على محافظة ذي قار بل تمتد إلى أطراف من محافظات أخرى هي واسط وميسان والديوانية.
تشغل الكلية بناية واحدة تقع جنوب المدينة، وتضم نحوا من (25) قاعة دراسية، و (6) مختبرات، ومكتبة تحوي المصادر العلمية والثقافية التي يفيد منها طلبة الكلية في الدراسة وفي إعداد البحوث كما يفيد منها أساتذة الكلية في دراساتهم. 
تتبع الكلية النظام الفصلي المؤلف من فصلين دراسيين في السنة، في كل فصل (15) أسبوعا.
تتكون الكلية من ثلاثة أقسام علمية هي: قسم العلوم، وقسم معلم الصفوف الأولى، وقسم اللغة العربية. يتفرع قسم العلوم في المرحلة الثانية إلى فرعين: علوم الحياة، والفيزياء، وفي كل قسم مواد دراسية نظرية وعملية مقررة من قبل لجان قطاعية مركزية.
تميزت الكلية بأنها من أوائل الكليات المؤسسة على وفق الحاجة الحقيقية لسوق العمل، إذ تم اختيار أقسامها العلمية استجابة لمتطلبات فروع مد يــرية تربية ذي قار على المدى المنظور. ومن المأمول أن يملأ خريجو الكلية نقص المدارس من المعلمين الجامعيين الأكفاء في مرحلة التعليم الأساس (9 سنوات) التي تشمل المرحلتين الابتدائية والمتوسطة.
ومن مبدأ التعاون والمشاورة مع المؤسسات التربوية في المحافظة أيضا تسعى الكلية إلى استحداث أقسام علمية جديدة تفي بحاجة مدارس المحافظة للاختصاصات العلمية الضرورية. وقد أعدت الكلية دراسات لافتتاح الأقسام العلمية الآتية في السنوات القادمة: قسم اللغة الإنكليزية، وقسم الحاسبات، وقسم الرياضيات، وقسم العلوم التربوية والنفسية.
تشهد الكلية نشاطا علميا دؤوبا منذ بداية الدراسة حتى نهاية العام من كل سنة دراسية.
شاركت الكلية في ندوة التعليم الأساس التي أقامتها هيئة المستشارين في مكتب رئيس الوزراء في كانون الثاني 2011، كما شاركت مشاركة فعالة في مؤتمرات اللجنة القطاعية لكليات التربية الأساسية في الجامعات العراقية بدءا من المؤتمر الذي أقيم في جامعة الموصل في نيسان 2012.

### كلية الزراعة
هي إحدى كليات جامعه سومر.. عميد الكلية أ. م.د راجي طعمه الزاملي
تحوي على قسمين:
1. علوم التربة والموارد المائية
2. الثروة والإنتاج الحيواني

### كلية القانون
وهي إحدى كليات جامعة سومر استحدثت في العام 2016 وموقعها في قضاء النصر.

## انظر أيضًَا
- جامعة بغداد
- جامعة البصرة
- جامعة الموصل

## وصلات خارجية
جامعة سومر |الرئيسية نسخة محفوظة 10 أغسطس 2019 على موقع واي باك مشين.